# آنجلینا گرون
آنجلینا گرون (انگلیسی: Angelina Grün؛ زادهٔ ۲ دسامبر ۱۹۷۹ در شهر دوشنبه، اتحاد جماهیر شوروی) بازیکن والیبال اهل آلمان است. آنجلینا عضو تیم ملی آلمان در بازی های المپیک تابستانی سال ۲۰۰۰ سیدنی و ۲۰۰۴ آتن بوده است.